# Regra dos 50 movimentos
Sob a regra dos 50 lances no xadrez, um jogador pode pedir um empate se nenhuma peça foi capturada e se nenhum peão foi movimentado nos últimos 50 movimentos consecutivos (50 movimentos de cada lado). A intenção desta regra é evitar que um jogador sem chances de ganhar seja obstinado e tente jogar indefinitivamente, ou uma vitória puramente por causa de fadiga no oponente. Todos os xeque-mates básicos podem ser feitos em menos de 50 movimentos.
Durante parte do século XX, com a descoberta de que certos finais podem ser vencidos em mais de 50 movimentos (sem capturas ou um movimento de peão) de certas posições, a regra foi mudada para incluir certas exceções sob o qual 100 movimentos eram permitidos em certas combinações materiais. Porém, a FIDE, em 1992, aboliu todas estas excepções.

## Regra
A parte relevante da FIDE das leis do xadrez é regra 9.3:
O jogo é um empate, caso um jogador a mover peça corretamente, se:
(a) Ele escreve em sua tabela de pontos, e declara para o árbitro sua intenção para fazer um movimento que resultará nos últimos 50 movimentos feitos por cada jogador, sem o movimento de nenhum peão e a captura de nenhuma peça, ou
(b) Os últimos 50 movimentos consecutivos foram feitos por cada jogador sem o movimento de nenhum peão e a captura de nenhuma peça.
Naturalmente, se o jogador escreve seu próximo movimento em (a) acima, não deve ser um movimento de peão ou uma captura válida. Além disso, um pedido não precisa ser feito na primeira oportunidade - pode ser feito qualquer hora após 50 movimentos consecutivos sem movimentos de peões ou capturas.
Um jogo não é declarado automaticamente um empate sob a regra dos 50 movimentos - o empate deve ser pedido por um jogador, no seu turno. Portanto, um jogo pode continuar além do ponto onde um empate poderia ser pedido sob esta regra. Porém, na prática, quando um empate pode ser pedido sob a regra dos 50 movimentos, um dos jogadores, no geral, pedirá pelo empate.
Jogos empatados sob a regra dos 50 movimentos antes do final são raros. Um jogo assim foi Filipowicz - Smederevac, Polanica Zdrój 1966, empatado no movimento 70, sem nenhuma captura feitas no jogo inteiro, e com o último peão movido no movimento 20.